# Trichoptya pallida
Trichoptya pallida är en fjärilsart som beskrevs av W. Warren 1912. Trichoptya pallida ingår i släktet Trichoptya och familjen nattflyn. Inga underarter finns listade i Catalogue of Life.